# Nightclubbing
Nightclubbing (с англ. — «В ночном клубе») — пятый студийный альбом американской певицы Грейс Джонс, выпущенный в 1981 году. Это второй альбом из её трилогии Compass Point и самый лучший по продажам в дискографии певицы, благодаря успешным синглам «I’ve Seen That Face Before (Libertango)» и «Pull Up to the Bumper».

## История создания
На рубеже десятилетий Грейс Джонс находилась в поиске своего музыкального стиля и имиджа, перейдя от звучания в стиле классического диско конца 1970-х к новой волне и регги в начале 1980-х. Результат своих экспериментов со стилем новой волны она продемонстрировала в альбоме Warm Leatherette в 1980 году. Он принёс ей признание критиков, и певица решила продолжить сотрудничество с Крисом Блэквеллом и Алексом Садкином над вторым альбомом, который они записали на студии Compass Point на Багамах.
Новая студийная работа ямайской артистки включала в себя переориентированные в стиле регги песни различных групп и исполнителей, таких как Flash and the Pan, Билл Уизерс, Игги Поп и Астор Пьяццолла. Кроме них на диске было несколько новых композиций, в которых Джонс выступила соавтором. Три песни были написаны Барри Рейнольдсом, с которым позже Джонс продлила взаимодействие в работе над альбомом Living My Life (1982). Песня «Demolition Man» была написана Стингом, который в дальнейшем решил записать её со своей группой The Police для альбома Ghost in the Machine. Основатель Compass Point Studios, Блэквелл привлёк секстет сессионных музыкантов из разных стран в своей студии в Нассау, собрав группу, в которую входил ямайский дуэт Sly and Robbie (состоящий из бас-гитариста Робби Шекспира и барабанщика Слая Данбара), клавишник афрофранцузского происхождения, Уолли Бадару, гитаристы — ямаец Майки Чанг и британец Барри Рейнольдс, а также перкуссионист, ямаец Узия Томпсон. Джонс описывала эту группу как «объединённые нации в студии».

## Обложка
Фотография для обложки альбома, сделанная стилистом Жан-Полем Гудом, представляет Джонс в чёрном пиджаке Armani с сигаретой во рту. Образ дополняет прическа флэттоп, которая стала фирменным образцом стиля Джонс, подчеркивавшая её андрогинный образ. Изображение было сделано в Нью-Йорке в 1981 году с применением техники нанесения масляной краски на обрезанное фото.

## Коммерческий успех
Альбом принёс Джонс огромную популярность. Он прорвался в первые строки музыкальных чартов и остаётся одним из самых коммерчески успешных альбомов во всей её карьере. Он появился в первой пятёрке в четырёх странах и стал лучшим для исполнительницы в хит-парадах альбомов Billboard Top LPs & Tape и R&B. Благодаря успеху пластинки, Джонс перешла из статуса нишевой диско-дивы в ранг звезды международного масштаба. Это достижение подтолкнуло певицу к организации серии концертов в рамках концептуального тура A One Man Show в 1982 году.

### Влияние
Альбом был высоко оценён музыкальными критиками, в частности он стал альбомом года в рейтинге британского журнала New Musical Express. Впоследствии журнал включил его в свой список «500 величайших альбомов всех времён», разместив его на 211-й позиции. Slant Magazine поставил альбом на 40-е место в своём списке лучших альбомов 1980-х.

## Синглы
Первым синглом из альбома была выпущена песня «Demolition Man», написанная Стингом. Он не имел коммерческого успеха и не присутствовал в чартах, хотя позже стал фирменной песней Джонс. «I’ve Seen That Face Before (Libertango)» вышла вторым синглом и стала одной из самых коммерчески успешных песен в репертуаре исполнительницы. Она вошла в первую двадцатку различных европейских чартов и стала ещё одной «визитной карточкой» Джонс.
Танцевальная композиция «Pull Up to the Bumper» была выпущена вслед за «Libertango». Сингл был встречен большим успехом на клубном рынке США, но показал скромные продажи в Европе. Сингл был переиздан в 1985 году и встречен позитивно, особенно в Великобритании, где при поддержке песни «La Vie en rose» из её дебютного альбома стал самым успешным синглом Джонс в этой стране.
«Use Me» и «Feel Up» были также выпущены как синглы, но не имели успеха в хит-парадах. Последним синглом была выпущена песня «Walking in the Rain», которая осталась на последних строках чартов.

## Список композиций
| №  | Название                | Автор(ы)                          | Длительность |
| -- | ----------------------- | --------------------------------- | ------------ |
| 1. | «Walking in the Rain»   | Гарри Ванда, Джордж Янг           | 4:18         |
| 2. | «Pull Up to the Bumper» | Дана Мано, Грейс Джонс, Ку Ку Бая | 4:41         |
| 3. | «Use Me»                | Билл Уизерс                       | 5:04         |
| 4. | «Nightclubbing»         | Дэвид Боуи, Игги Поп              | 5:06         |

| №  | Название                                  | Автор(ы)                                                     | Длительность |
| -- | ----------------------------------------- | ------------------------------------------------------------ | ------------ |
| 1. | «Art Groupie»                             | Барри Рейнольдс, Грейс Джонс                                 | 2:39         |
| 2. | «I’ve Seen That Face Before (Libertango)» | Астор Пьяццолла, Барри Рейнольдс, Деннис Уилки, Натали Делон | 4:30         |
| 3. | «Feel Up»                                 | Грейс Джонс                                                  | 4:03         |
| 4. | «Demolition Man»                          | Стинг                                                        | 4:03         |
| 5. | «I’ve Done It Again»                      | Барри Рейнольдс, Марианна Фейтфулл                           | 3:51         |

## Участники записи
Информация приведена по сведениям базы данных Discogs
- Грейс Джонс — ведущий вокал, бэк-вокал

| Музыканты: - Уолли Бадару — клавишные - Монте Браун — ритм-гитара - Майки Чанг — гитара - Масайи Делон — бэк-вокал - Тайрон Дауни — клавишные, бэк-вокал - Слай Данбар — ударные - Джек Эмблоу — аккордеон - Барри Рейнольдс — гитара - Джесс Роден — бэк-вокал - Робби Шекспир — бас | Музыканты: - Мел Спеллер — перкуссия, бэк-вокал - Узия Томпсон — перкуссия Технический персонал: - Крис Блэквелл — музыкальный продюсер, звукорежиссёр, инженер сведе́ния - Алекс Садкин — музыкальный продюсер, звукорежиссёр, инженер сведе́ния - Тед Йенсен — мастеринг-инженер - Бенджи Армбристер — ассистент звукорежиссёра - Жан-Поль Гуд — художественное оформление |

## Позиции в хит-парадах и сертификации
Еженедельные чарты
| Год       | Хит-парад                                  | Высшая позиция | Пребывание в чарте |
| --------- | ------------------------------------------ | -------------- | ------------------ |
| 1981—1983 | Австралия (Kent Music Report)              | 19             | нет данных         |
| 1981—1983 | Великобритания (UK Albums Chart)           | 35             | 19 недель          |
| 1981—1983 | Нидерланды (Nationale Hitparade LP Top 50) | 2              | 20 недель          |
| 1981—1983 | Новая Зеландия (RMNZ)                      | 3              | 76 недель          |
| 1981—1983 | Норвегия (VG-lista)                        | 19             | 17 недель          |
| 1981—1983 | США (Billboard Soul charts)                | 9              | 20 недель          |
| 1981—1983 | США (Billboard Top LPs & Tape)             | 32             | 20 недель          |
| 1981—1983 | Франция (SNEP)                             | 5              | 36 недель          |
| 1981—1983 | ФРГ (Offizielle Top 100)                   | 8              | 20 недель          |
| 1981—1983 | Швеция (Topplistan)                        | 4              | 9 недель           |
|           |                                            |                |                    |
| 2014      | Бельгия/Валлония (Ultratop)                | 115            | 2 недели           |
| 2014      | Бельгия/Фландрия (Ultratop)                | 66             | 4 недели           |
| 2014      | Великобритания (UK Albums Chart)           | 46             | 1 неделя           |
| 2014      | Франция (SNEP)                             | 273            | 1 неделя           |

| Хит-парад (1981)              | Позиция |  |
| ----------------------------- | ------- |  |
| Австралия (Kent Music Report) | 83      |  |
| Нидерланды (Buma/Stemra)      | 37      |  |
| Новая Зеландия (RMNZ)         | 41      |  |
| ФРГ (Offizielle Top 100)      | 64      |  |
|                               |         |  |
| Хит-парад (1982)              | Позиция |  |
| Новая Зеландия (RMNZ)         | 27      |  |
| Хит-парад (1983)              | Позиция |  |
| Новая Зеландия (RMNZ)         | 35      |  |

| Регион | Сертификация | Продажи  |
| --- | ------------ | -------- |
| Австралия (ARIA) | Платиновый   | 70 000^  |
| Германия (BVMI) | Золотой      | 250 000^ |
| Новая Зеландия (RMNZ) | Платиновый   | 15 000^  |
| * Данные о продажах приведены только на основе сертификации. ^ Данные о тиражах приведены только на основе сертификации. |              |          |